# Лягушки-привидения (род)
Лягушки-привидения (лат. Heleophryne) — род бесхвостых земноводных, представитель одноимённого семейства (Heleophrynidae).
Место обитания: северо-восток ЮАР. Среда обитания: лесные ручьи.
Размеры: до 5 см.
Эти ночные амфибии днем прячутся среди камней, сливаясь с фоном благодаря своей камуфляжной окраске. В брачный сезон у самцов развиваются «брачные мозоли» на передних лапах, а также мелкие шипы на пальцах и под мышками. Все это помогает им удерживать партнерш в процессе спаривания. Икринки откладываются в лужицы или просто на мокрую гальку у быстрых ручьев, куда сразу же перебираются вылупившиеся головастики. Чтобы их не сносило сильным течением, головастики надежно прикрепляются присосковидными ртами к донным камням.

## Классификация
На февраль 2023 года в род включают 6 видов:
- Heleophryne depressa FitzSimons, 1946
- Heleophryne hewitti Boycott, 1988
- Heleophryne orientalis FitzSimons, 1946
- Heleophryne purcelli Sclater, 1898 — Капская лягушка-привидение
- Heleophryne regis Hewitt, 1910
- Heleophryne rosei Hewitt, 1925 — Кирпично-зелёная лягушка-привидение